# Marionette (film)
Pour les articles homonymes, voir Marionnette (homonymie).
Pour plus de détails, voir Fiche technique et Distribution.
Marionette est un film italien réalisé par Carmine Gallone, sorti en 1939. Le film est connu pour être la première apparition de Marcello Mastroianni dans un rôle non crédité au générique.

## Synopsis
À Naples, un ténor américain, qui est en vacances dans une ferme, passe ses journées à chanter dans les champs de blé. Un jour, il fait la rencontre d'une jeune journaliste qui croit avoir découvert un talent. Ils finissent par tomber amoureux.

## Fiche technique
- Titre : Marionette
- Réalisation : Carmine Gallone
- Scénario : Walter Forster (de), Otto Ernst Lubitz, Ernst Marischka, Rudo Ritter et Alberto Spaini
- Photographie : Arturo Gallea
- Montage : Oswald Hafenrichter
- Musique : Cesare A. Bixio et Alois Melichar
- Pays d'origine : Royaume d'Italie
- Format : Noir et blanc - 1,37:1
- Genre : comédie
- Durée : 95 minutes
- Date de sortie : 1939

## Distribution
- Beniamino Gigli : Mario Rossi
- Carla Rust : Gloria Bakermann
- Lucie Englisch : Nannina
- Paul Kemp (en) : Rico
- Theo Lingen : Luigi
- Romolo Costa : Frank Davis
- Guglielmo Barnabò : un fermier
- Dina Romano : Emilia
- Vittoria Carpi (non crédité)
- Marcello Mastroianni (non crédité)